# Várong
Várong is een dorp in het uiterste westen van het comitaat Tolna, in het zuiden van Hongarije. De plaats is een zelfstandige gemeente, waarin 148 inwoners leven (stand per 1 januari 2011).

## Ligging
Várong ligt nabij het hoogste punt van het Buiten Somogy. Over de beboste heuvelrug leiden maar weinige wegen en ook Várong is op het einde van een weg gelegen. De het dichtst bij Várong gelegen stad is Igal in het comitaat Somogy (10 km), terwijl het administratief onder het ruim 20 km vandaan gelegene Dombóvár valt.

## Geschiedenis
In het tijdsperk van koning Stefanus I van Hongarije de heilige (Hongaars Szent István) wordt de vallei waarin Várong gelegen is als een kamp van de koninklijke garde genoemd. De naam Várong zou van deze kamp afkomstig zijn. De plaatsnaam Várong wordt in het jaar 1138 in een oorkonde genoemd, koning Béla II van Hongarije schonk het dorp aan de abdij Dömös. Tijdens de Turkse bezetting bleef Várong doorgaans bewoond. Tijdens de Koeroetsen-opstand werd het echter verlaten. 1734 werd Várong weer een zelfstandige gemeente. Sinds de eerste aanvangen was Várong in het comitaat Somogy gelegen. Tussen 1743 en 67 werd echter de grensverloop herzien. Zo werd de ligging van het dorp in Tolna afsluitend bepaald. In de periode van 1752 tot 1759 werd de barokke kerk opgericht, die 1775 de heilige Johannes Nepomuk gewijd werd. In het jaar 1802 keerde de orde van de piaristen naar Várong terug en naam het landgoed van de domheren weer in bezit. Sindsdien heeft een gedeelte van de bewoners op het landgoed zijn levensonderhoud verdiend. In de laatste decennia heeft het dorp tegen de landvlucht te vechten.

## Vandaag
Nu leven in Várong nog 148 personen in 91 woonhuizen. De getallen geven echter geen beeld over het aantal bewoners per huis, omdat een aantal huizen ook in het bezit van buitenlanders staan die de huizen maar als zomerhuis gebruiken en daardoor van de statistiek niet meegeteld worden. Zie ook toerisme.

## Economie en verkeer
In Várong zijn maar weinig bedrijven gevestigd. Grootste werkgever is de Agrotour Kft, de opvolger van de landbouw coöperatieve. Deze bewerkt het overgrote gedeelte van de 431 ha agrarisch grond in Várong. Verder is in Várong een bouwbedrijf aanwezig, een B&B en een levensmiddelen zaak. Várong is over de wegen 65155 en 6507 met het buurdorp Lápafő verbonden. Vandaar over de goed uitgebouwde weg 6517 en de nationale weg 61 met de districtstad Dombóvár. Openbaar vervoer met bussen, die onder de week met negen busparen Várong als eindhalte aandoen. De bussen pendelen naar het centraalstation van Dombóvár.

## Toerisme
Várong is geliefd doel voor het dorpstoerisme, behalve het boven genoemde B&B in het veel te grote gemeentehuis worden ook vakantiehuizen te huur aangeboden. Juist stedelingen uit het buitenland brengen hier volgens burgemeester Brunner in Várong hun vakantie door, niet weinige hebben in het dorp zelfs al een huisje gekocht. Midden in het dorp staat een barokke kerk, aan de rand van de bossen liggen de wijngaarden, in het dichtbijgelegen Igal en in Dombovár-Gunaras wachten thermaalbaden op gasten. Rondom Várong en andere dorpen leidt een uitgewezen fietsweg.

## Bekende Personen
Als bekende persoon uit Várong is Lajos Takács (1921-85) te noemen, die in de Fő utca (Hoofdstraat) 17 geboren werd. Lajos Takács verkreeg bekendheid als etnoloog. Als boerenzoon kwam hij zelfs uit het midden van de landelijke Hongaarse cultuur, die hij later zelfs wetenschappelijk onderzocht. Aan zijn geboortehuis herinnert een marmeren plaat aan hem.